# Amsacta aliena
Amsacta aliena là một loài bướm đêm thuộc phân họ Arctiinae, họ Erebidae.